# Pouteria ridsdalei
Pouteria ridsdalei är en tvåhjärtbladig växtart som beskrevs av Willem Willen Vink. Pouteria ridsdalei ingår i släktet Pouteria och familjen Sapotaceae. Inga underarter finns listade i Catalogue of Life.